# Бхагиратхи

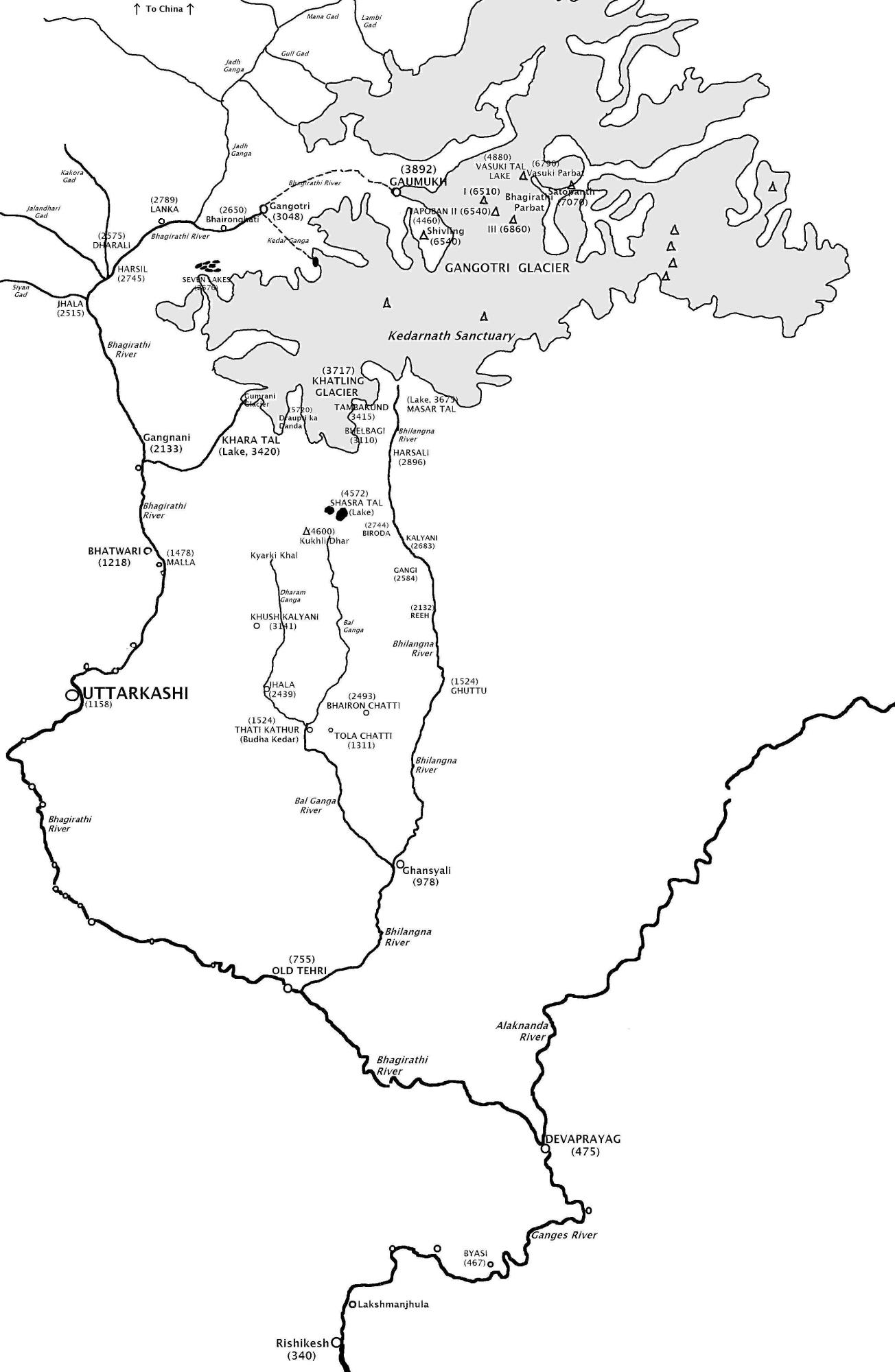

Бхагира́тхи (хинди भागीरथी, IAST: Bhāgīrathī) — горная гималайская река в индийском штате Уттаракханд, главный исток реки Ганг, важнейшей реки Индии и священной реки индуизма.
Длина реки — 205 км. Средний расход воды — 28,32 м³/с. Высота устья — 475 м над уровнем моря. Высота истока — 3892 м над уровнем моря. Площадь водосборного бассейна — 6921 км².
Исток Бхагиратхи находится в районе Гаумукх (нижней части ледника Ганготри) неподалёку от селения Ганготри. От истока река протекает расстояние около 700 км до слияния с Алакнандой возле города Девапрайяг. Ниже этой отметки река получает название Ганг (или Ганга). У впадения в Бхагиратхи её притока Бхилангны находится гидроузел Тери. Река названа по имени легендарного царя Бхагиратхи.